# Cahersiveen (stacja kolejowa)
Cahersiveen – nieistniejąca stacja kolejowa na linii kolejowej Farranfore – Valentia Harbour w Cahersiveen w hrabstwie Kerry w Irlandii. Została otwarta 12 września 1893 i zamknięta 1 lutego 1960.
Po zamknięciu wraz z całą linią budynki stacyjne zostały rozebrane (z wyjątkiem jednej blaszanej szopy obecnie używanej jako magazyn). W pobliżu lokalizacji dawnej stacji znajduje się również żelazny wiadukt o długości 282 metrów przekraczający wody estuarium rzeki Fertha, przy którym położona jest miejscowość.